# Winfrith Newburgh
Winfrith Newburgh est une paroisse civile et un village du Dorset, en Angleterre.